# カール・シュナーブル
カール・シュナーブル（Karl Schnabl、1954年3月8日 - ）は、オーストリア、ケルンテン州フィラッハ＝ラント郡ホーエントゥルン出身の元スキージャンプ競技選手である。

## プロフィール
1970年代中盤にオーストリアのエースとして活躍、1976年地元で開催されたインスブルックオリンピックでは70m、90mともにメダルを獲得する活躍を見せた。特に90m級は大会最後の種目で銀メダルを獲得したアントン・インナウアーとともに表彰台に上がり、地元開催のフィナーレを盛り上げた。
1978現役引退後は医学を学び1984年に医学博士号を取得、1987年にはスポーツドクターの学位を取得して1989年からインスブルックでスポーツクリニックを経営するとともにオーストリアジャンプチームのチームドクターを務める。 1994年からはケルンテン州スポーツ医学研究所のトップである。

## 主な成績
- 1976年インスブルックオリンピック70m級銅メダル、90m級金メダル
- 1974年-1975年の第23回欧州ジャンプ週間では第2戦から3連勝したが、初戦のオーベルストドルフで35位と得点を稼げず、総合では3位だった。翌1975年-1976年は各試合で安定して上位に入り自己最高の総合2位となった。